# Xenophage: Alien Bloodsport
 (octobre 2024).
Si vous disposez d'ouvrages ou d'articles de référence ou si vous connaissez des sites web de qualité traitant du thème abordé ici, merci de compléter l'article en donnant les références utiles à sa vérifiabilité et en les liant à la section « Notes et références ».
Xenophage: Alien Bloodsport est un jeu de combat écrit pour DOS, par Apogee Software. Il est initialement publié en tant que shareware en 1995. Le jeu est surtout connu pour appeler toutes ses fatalités « Meat », l'annonceur criant « Meat » après chaque fatalité[réf. souhaitée]. Le jeu est également connu pour Barney le dinosaure, un personnage jouable,.
Le jeu est abandonné le 6 novembre 2003 et est réédité en tant que logiciel gratuit le 24 avril 2006.
En 2015, Xenophage fait partie d'une collection de trente-deux jeux publiés par 3D Realms sur Steam.

## Intrigue
Une organisation extraterrestre connue sous le nom de « Conseil » enlève plusieurs individus, dont deux humains, de diverses planètes en raison des tendances agressives démontrées par leur espèce. Coincés à l'intérieur d'un vaisseau spatial, ils reçoivent l'ordre de s'engager dans un combat à mains nues les uns contre les autres dans des simulations holographiques de leurs mondes d'origine, pour le plaisir du conseil. Si l'un des combattants échoue pendant le combat, sa planète d'origine sera détruite[réf. souhaitée].

### Traduction
- (en) Cet article est partiellement ou en totalité issu de l’article de Wikipédia en anglais intitulé « Xenophage: Alien Bloodsport » (voir la liste des auteurs).